# ケイ酸カルシウム
ケイ酸カルシウム（英語：Calcium silicate）とは、ケイ酸塩類の一種であり、酸化カルシウム、二酸化ケイ素、水などが様々な割合で結合した組成物の総称である。略称としてケイカルなどが知られる。石灰石と珪藻土などから得られ、健康に害は見られないため食品添加物として認められている。低仮比重で、吸湿性に優れる。肥料などに使われるほか、防火性にも優れ、煉瓦や断熱材、屋根瓦としても使われる。

## 化学組成例
窯業分野で、ケイ酸二石灰({\displaystyle {\ce {Ca2SiO4}}})、ケイ酸三石灰({\displaystyle {\ce {Ca3SiO5}}})と呼ばれるもののほか、{\displaystyle {\ce {3CaO{\cdot }SiO2\ }}},{\displaystyle {\ce {Ca3SiO5;2CaO{\cdot }SiO2\ }}},{\displaystyle {\ce {Ca2SiO4\ }}},{\displaystyle {\ce {3CaO{\cdot }2SiO2\ }}},{\displaystyle {\ce {Ca3Si2O7\ }}},{\displaystyle {\ce {CaO{\cdot }SiO2}}},{\displaystyle {\ce {CaSiO3}}}などがある。
{\displaystyle {\ce {Ca2SiO4}}}にはα，αH，αL，β，γの5種類の結晶構造が存在しており，常温ではγ相が安定である．

## 用途
食品添加物
日本では、2008年（平成20年）に添加物に指定されており、主に固結防止剤、製造用剤に使われる。
WHOが設置した「食品添加物の合同専門委員会」は、1970年（昭和45年）に「二酸化ケイ素及びその他のケイ酸化合物」の「一日摂取許容量を特定しない」と評価している。
建材
健康問題で注目を浴びたアスベストの安価な代替として、耐火断熱性に優れた素材として、ケイカル板などの名前で建材として使用されている。しかし、アスベストの健康問題が発覚する前に製造されたケイカル板には、アスベストを混入した製品があるため注意が呼びかけられている。
肥料
水稲等の好ケイ酸植物への肥料として使用した場合、葉茎を強くし、イネの光合成を高めて登熟を促進する効果や、水の吸収をよくする効果などがみられる。稲に付くいもち病の抑制効果も有する。
いちごのうどんこ病抑止効果も発見されている。